# Diego González Holguín

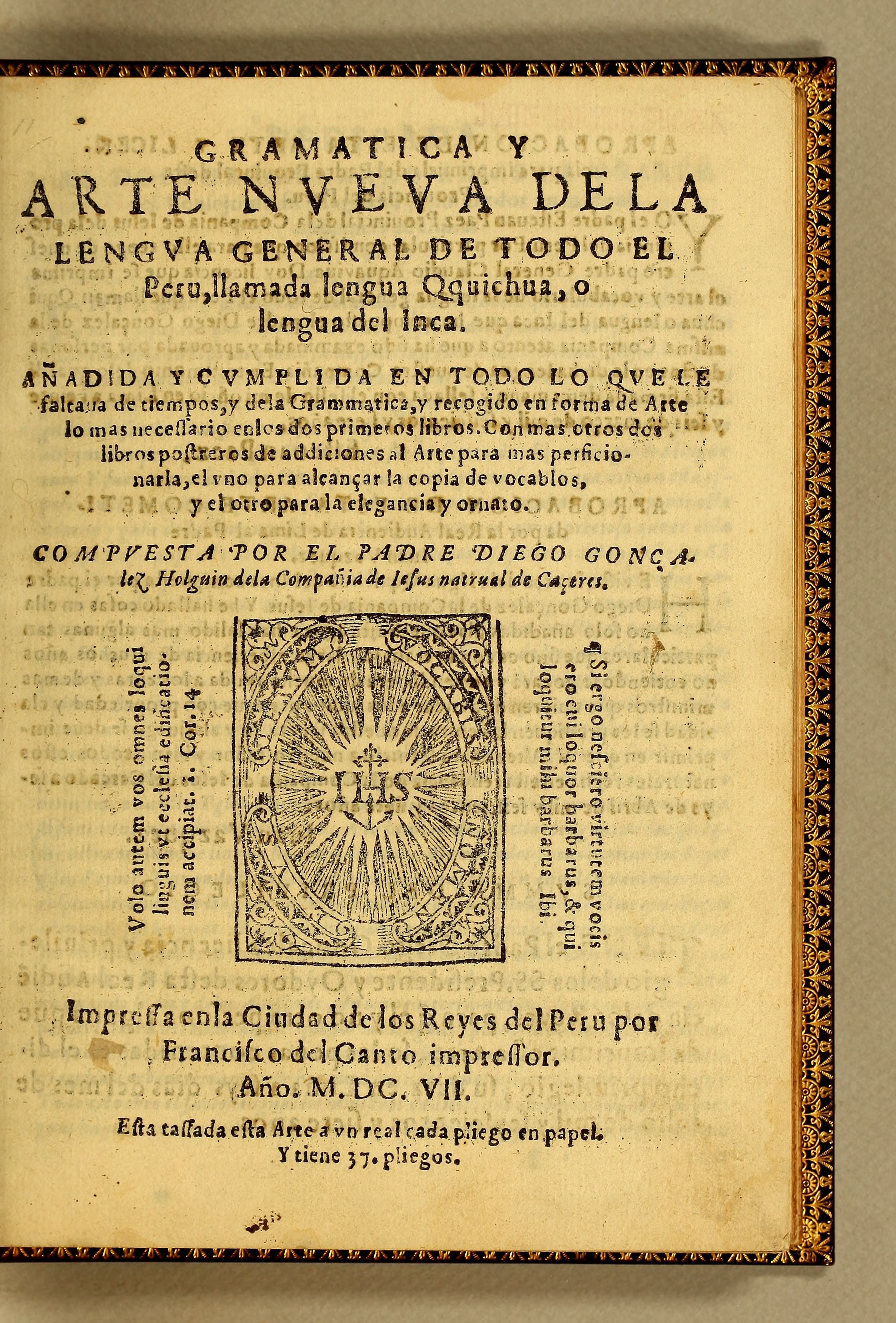
Portada de la Gramatica y arte nueua de la lengua general de todo el Peru, llamada lengua Quichua, o lengua del Inca (Lima, 1607)

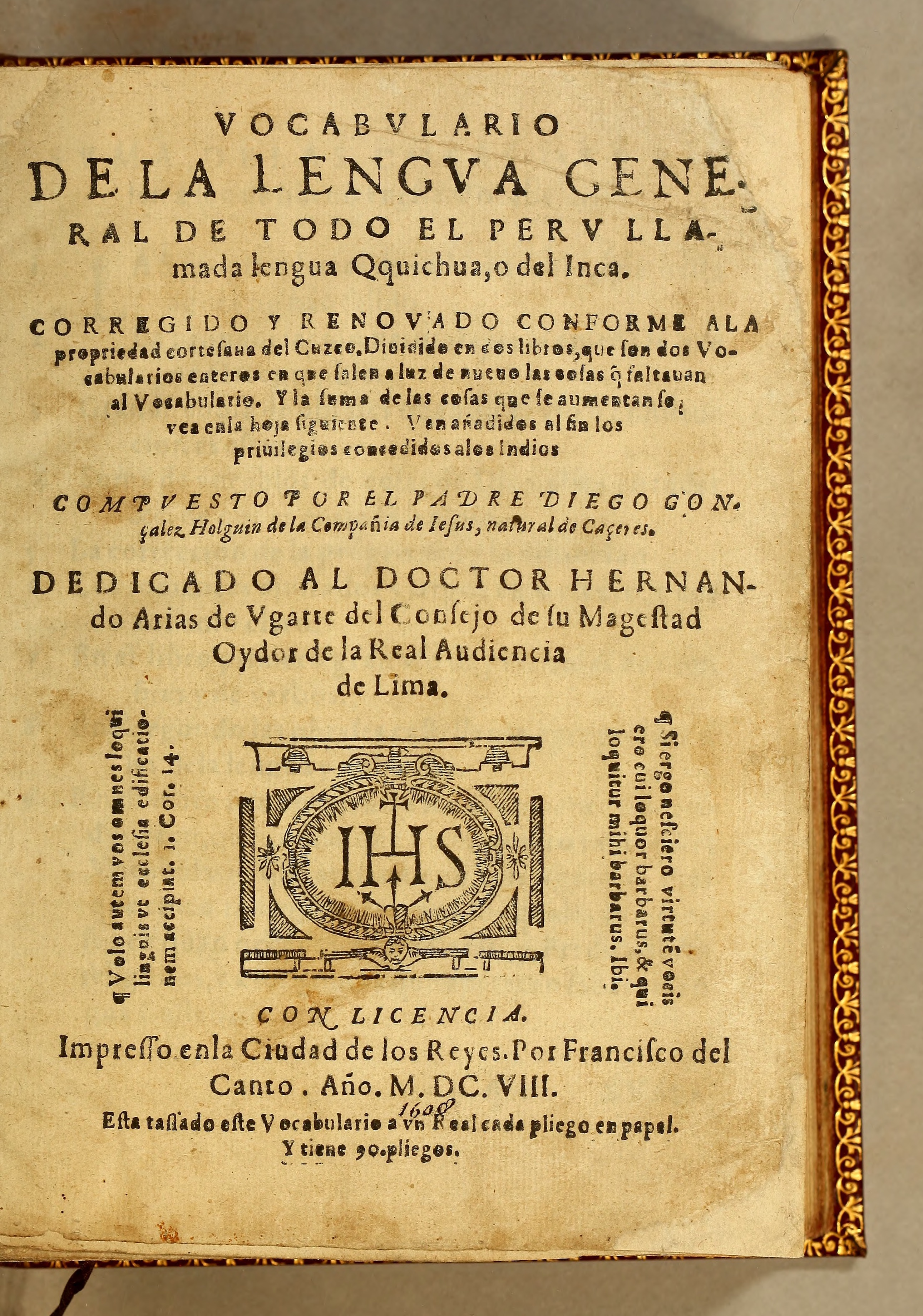
Portada del Vocabulario de la lengua general de todo el Peru llamada lengua Qquichua, o del Inca (Lima, 1608)

Diego González Holguín (Cáceres, Castilla, 1533 - Lima, Virreinato del Perú, 1617) fue un sacerdote jesuita y misionero español, investigador del idioma Quechua, variedad extinta y por entonces usada en la costa, durante la época colonial española.
Llegó al Virreinato del Perú como misionero en 1581 y estudió durante 25 años la lengua quechua en el Cuzco. En 1607 publicó en Lima su Gramática y arte Nueva de la lengua general de todo el Perú, llamada lengua Qquichua, o lengua del Inca, y un año después, el Vocabulario de la lengua general de todo el Perú, el primer diccionario del quechua cusqueño, que tiene sobre 13.000 artículos.
De acuerdo con la cifra registrada por fray Domingo de Santo Tomás, fue la segunda obra importante en la lengua quechua.

## Obras
- Gramática y arte nueva de la lengua general de todo el Perv, llamada lengva Qquichva, o Lengva del Inca, 1607 Gramática del Quechua clásico incaico del tiempo del Virreinato. El Quechua del Cuzco como hablan los Incas cortesanos (Lima, 1607).
- Vocabulario de la lengva general de todo el Perv llamada lengva Qquichua o del Inca Diccionario digitalizado por Runasimpi.org. El Quechua Cortesano del Cuzco (Lima, 1608).
- Privilegios concedidos a los Indios (Lima, 1608).

## Diferentes Ediciones
- 1607 Gramática y Arte nueva de la lengua general de todo el Perú, llamada Qquichua, o lengua del Inca. (Lima: Francisco del Canto, impresor).
- 1608 Vocabulario de la lengua general de todo el Perú llamada lengua Qquichua, o del Inca.... corregido y renovado conforme a la propiedad cortesana del Cuzco. (Lima: Francisco del Canto, impresor).
- 1614 Arte y Vocabulario en la lengua general del Perú llamada Qquichua, y en la lengua Española. (Lima: Francisco del Canto, impresor).
- 1842 Gramática y Arte nueva de la lengua general de todo el Perú, llamada Qquichua, o lengua del Inca. Nueva edición revisada y corregida. (S.l. [Génova]: s.n.).